# 熊本県道235号益城菊陽線
熊本県道235号益城菊陽線（くまもとけんどう235ごう ましききくようせん）は、熊本県上益城郡益城町から熊本市北区に至る一般県道である。

## 概要

### 路線データ
- 起点：熊本県上益城郡益城町大字砥川（国道443号交点）
- 終点：熊本県熊本市北区弓削6丁目（龍田町弓削交差点、熊本県道207号瀬田竜田線交点）

## 路線状況

### 重複区間
- 熊本県道145号瀬田熊本線（熊本市東区弓削町 - 熊本市東区石原3丁目）

## 地理

### 通過する自治体
- 上益城郡益城町
- 熊本市（東区 - 北区）

### 交差する道路
| 交差する道路                         | 市町村名 | 市町村名 | 交差する場所 | 交差する場所            |
| ------------------------------------ | -------- | -------- | ------------ | ----------------------- |
| 国道443号                            | 上益城郡 | 益城町   | 大字砥川     | 起点                    |
| 熊本県道28号熊本高森線               | 上益城郡 | 益城町   | 大字惣領     | 益城町惣領交差点        |
| 熊本県道36号熊本益城大津線           | 上益城郡 | 益城町   | 大字惣領     | 益城町安永交差点        |
| 熊本県道228号戸島熊本線              | 熊本市   | 東区     | 戸島本町     | 戸島三差路交差点        |
| 熊本県道103号熊本空港線              | 熊本市   | 東区     | 小山4丁目    |                         |
| 熊本県道145号瀬田熊本線 重複区間起点 | 熊本市   | 東区     | 弓削町       |                         |
| 熊本県道145号瀬田熊本線 重複区間終点 | 熊本市   | 東区     | 石原3丁目    |                         |
| 熊本県道207号瀬田竜田線              | 熊本市   | 北区     | 弓削6丁目    | 龍田町弓削交差点 / 終点 |

### 沿線
- 益城町立飯野小学校
- 益城町立広安小学校
- 熊本県民総合運動公園